# Karl Weber (Politiker, 1885)
Karl Weber (* 8. März 1885 in Lehnin; † 15. April 1945 in Verden (Aller)) war ein deutscher Jurist und Politiker (NSDAP).

## Leben
Weber war seit 1904 aktiver Instandsetzungsoffizier und nahm als Soldat am Ersten Weltkrieg teil, zuletzt als Hauptmann. Während des Krieges wurde er mit dem Eisernen Kreuz II. Klasse ausgezeichnet. 1918 wurde er kriegsdienstbeschädigt aus der Armee entlassen. Im Anschluss wurde er informatorisch beim Magistrat der Stadt Bad Orb beschäftigt. Später fungierte Weber als Kurdirektor und Gemeindevorsteher des Nordseebades Wittdün auf Amrum. Von 1925 bis 1930 studierte er Rechts- und Staatswissenschaften an den Universitäten in Kiel, München und Hamburg. Darüber hinaus promovierte er zum Doktor der Rechte.
Während der Zeit der Weimarer Republik trat Weber in die Deutschvölkische Freiheitspartei ein. Er wurde im November 1926 Mitglied der NSDAP und war seit 1931 Kreisleiter der Partei für Lüneburg-Land. Von 1932 bis 1933 war er Mitglied des Preußischen Landtages. Von 1933 bis 1945 amtierte er als Landrat des Kreises Verden. Als Landrat von Verden ordnete er im Juli 1941, gegen die Bedenken des Pastors Johann Buhrfeind (1903–1942), des Leiters der Rotenburger Anstalten, die Deportation der Kranken in die Landesheil- und Pflegeanstalt Weilmünster an und nahm damit billigend, unter Berufung auf den Befehl Hitlers, die Ermordung von psychisch und körperlich Kranken („Euthanasie“) in Kauf.
Von 1939 bis 1943 übernahm er zudem die kommissarische Leitung des Kreises Rotenburg.
Am 15. April 1945 erschoss Weber seine Frau und sich mit einem Jagdgewehr.